# Bni Oukil Oulad M'Hand
Bni Oukil Oulad M'Hand (arabiska: بني وكيل أولاد امحند) är en kommun i Marocko.   Den ligger i provinsen Nador och regionen Oriental, i den nordöstra delen av landet, 400 km öster om huvudstaden Rabat. Antalet invånare är 10 496.